# سیارک ۱۸۷۶۷۹
سیارک ۱۸۷۶۷۹ (به انگلیسی: 187679 Folinsbee، نامگذاری:2008DC5) صد و هشتاد و هفت هزار و ششصد و هفتاد و نهمین سیارک کشف شده‌است که در ۲۸ فوریه ۲۰۰۸ کشف شد.